# Raymond Bogaert
Raymond Bogaert (* 24. Juli 1920 in Antwerpen; † 24. Oktober 2009 in Gent) war ein belgischer Althistoriker und Papyrologe.

## Leben
Er hatte den Lehrstuhl für Hilfswissenschaften sowie Sozial- und Wirtschaftswissenschaften in der Geschichte der Klassischen Antike an der Universität Gent bis zu seinem Ruhestand 1985 inne.
Seine Forschungsschwerpunkte waren antikes Bank- und Finanzwesen.

## Schriften (Auswahl)
- Les origines antiques de la banque de dépôt. Une mise au point accompagnée d’une esquisse des opérations de banque en Mésopotamie. Leiden 1966, OCLC 5394531.
- Banques et banquiers dans les cités grecques. Leiden 1968, OCLC 422121000.
- Texts on bankers, banking and credit in the Greek world. Leiden 1976, ISBN 90-04-04488-4.
- mit Peter Claus Hartmann: Essays zur historischen Entwicklung des Bankensystems. Mannheim 1980, ISBN 3-411-01586-1.
- Grundzüge des Bankwesens im alten Griechenland (= Xenia. Konstanzer althistorische Vorträge und Forschungen 18). Konstanz 1986.
- Trapezitica Aegyptiaca. Florenz 1994.